# Georgianí (Kavála)
Georgianí, en grec moderne : Γεωργιανή, appelé jusqu'en 1926 Górgiani (Γόργιανη,  Γκόργιανη), est un village du dème de Pangéo dans le district régional de Kavála en Macédoine-Orientale-et-Thrace en Grèce.
Selon le recensement de 2011, la population du village s'élève à 611 habitants.